# Giovanni da Baiso
Giovanni da Baiso, oppure Baisio o Abaisi (Baiso, 1320/1330 – Ferrara, 1390), è stato un intagliatore, scultore e intarsiatore italiano.

## Biografia
Giovanni da Baiso nacque a Baiso, in provincia provincia di Reggio nell'Emilia, figlio del muratore reggiano Benedetto e fu considerato il più pregiato intagliatore in legno del XIV secolo e il capostipite di una famiglia di artisti e artigiani apprezzati nell'Italia settentrionale per oltre un secolo.
Giovanni da Baiso lavorò prevalentemente nella zona tra Ferrara e Bologna, ma si attivò anche in Toscana e in Veneto.
Giovanni da Baiso realizzò due opere, e in ordine cronologico la prima fu il coro ligneo a Bologna, ultimato nel 1374, nella distrutta chiesa di Santa Maria del Carrobbio: gli stalli sopravvissuti furono poi trasferiti, con qualche modifica, nella cappella Bolognini nella basilica di San Petronio. Gli elementi originali da attribuire a Giovanni da Baiso, quali il Redentore, Elia, San Giacomo Maggiore, San Bartolomeo, si caratterizzarono per un allontanamento dalla scultura lignea bolognese, anche se è presente qualche richiamo a Jacopo Avanzi.
La seconda opera è costituita dalle sculture del grande coro ligneo della chiesa ferrarese di San Domenico, dove è presente la sua firma e la data 1384, accanto al nome della committente, Tommasina Gruamonti, moglie di Azzo d'Este.
Il coro ligneo di San Domenico, uno dei primi nella Pianura Padana per dimensioni e fastosità progettuale, evidenziò una singolare, ricca inventiva nel particolare sistema dei rosoni iscritti in rombi, bifore, girali, colonnette tortili, che sembra ispirarsi alla oreficeria bolognese, soprattutto ai lavori di Jacopo Roseto, e sembra anticipare alcuni elementi architettonici di Antonio di Vincenzo.
Suo figlio Tommasino da Baiso ereditò la bottega del padre.
Giovanni da Baiso morì a Ferrara nel 1390.

## Opere
- Coro ligneo nella distrutta chiesa di Santa Maria del Carrobbio a Bologna, 1374;
- Grande coro ligneo nella chiesa di San Domenico a Ferrara, 1384.